# Guenite Caminacano
Guenite Caminacano (em armênio: Գնիթ Քամինական; romaniz.: Gnitʼ Kaminakan) foi um nobre armênio do século IV, ativo no tempo do rei Tigranes VII (r. 339–350). Foi um dos nobres convocados à corte e recebeu a missão de levar Hesíquio I, o Parta para ser consagrado católico em Cesareia Mázaca.